# 監督代行
監督代行（かんとくだいこう）とは、スポーツにおいて正規の監督が指揮を取れない場合、監督に代わって指揮を執ることや、その人を指す。代行監督・監督代理・代理監督・暫定監督とよばれることもある。スポーツ以外の監督についても、使われることもある。

## 起用
監督代行は、主に以下の場合に起用される。
- 監督が成績不振等の理由により、シーズン途中で実質的に解任された、あるいは辞任した場合でも登録上は閉幕まで在任したままの場合（日本プロ野球では「休養」[1]と発表することが多い）
- 監督が暴行・暴言等の理由で、退場（退席）処分・出場停止処分を受けた場合
- 監督が欠場・休養する場合（病気や忌引き、外国人監督の就労ビザ発給遅れ、女性監督の妊娠など）
- 監督となるべき者が不在の場合（ライセンス保持者がいないなど）

また、成績が好転しない場合などは、さらに別の指導者を「監督代行の代行」に就任させる場合もある。日本プロ野球に於いては以下の5ケースが存在する。
- 加藤喜作（南海軍：1942年、三谷八郎の退任に伴い監督代行に就任した岩本義行が監督代行を退任した為に「監督代行の代行」に就任）
- 宮崎剛（大洋ホエールズ：1972年に別当薫の休養に伴い監督代行に就任した青田昇が途中で体調を崩して休養した為に「監督代行の代行」に就任）
- 土橋正幸（ヤクルトスワローズ：1984年に武上四郎の休養に伴い監督代行に就任した中西太が途中で体調を崩して休養した為に「監督代行の代行」に就任）
- 島野育夫（中日ドラゴンズ：1995年に高木守道の休養に伴い監督代行に就任した徳武定祐が成績が安定せずに休養した為に「監督代行の代行」に就任）
- 木田優夫（北海道日本ハムファイターズ：2022年に新庄剛志の新型コロナウイルス感染による休養に伴い監督代行に就任した山田勝彦も感染した為に「監督代行の代行」に就任）

指導者の退任以外のケースとしては広島東洋カープが2008年8月21日の阪神タイガース戦（広島市民球場）で監督代行のジェフ・リブジーが球審の判定に抗議して退場処分となったため、打撃コーチとしてベンチ入りしていた小早川毅彦が直後の回より「監督代行の代理」を務めた例がある。
なお、監督代行が試合開始時から指揮を取った試合は、代行者に監督としての成績が記録される。
野球日本代表では、当時監督であった長嶋茂雄が脳梗塞で倒れたため、中畑清ヘッドコーチが代行としてアテネオリンピックで指揮を執った（登録上は中畑が正式に監督）。

### シーズン終了後の扱い
プロ野球では監督解任・辞任に伴って監督代行に就任した指導者は基本的にシーズンが終わると退任する場合が多いが、近年はそのまま正規の監督に就任する指導者も増えている。以下はその人物。
- 藤村富美男（大阪タイガース、1955年に岸一郎の退任により監督代行就任→翌1956年に正規に監督就任）
- 加藤春雄（近鉄パールス、1957年に芥田武夫の退任により監督代行就任→翌1958年に正規に監督就任）
- 藤本定義（大阪タイガース、1961年に金田正泰の退任により監督代行就任→翌1962年に正規に監督就任）
- 西沢道夫（中日ドラゴンズ、1964年に杉浦清の退任により監督代行就任→翌1965年に正規に監督就任）
- 長谷川良平（広島カープ、1965年に白石勝巳の退任により監督代行就任→翌1966年に正規に監督就任）
- 別当薫（大洋ホエールズ、1967年に三原脩の退任により監督代行就任→翌1968年に正規に監督就任）
- 濃人渉（東京オリオンズ、1967年に戸倉勝城の退任により監督代行就任→翌1968年に正規に監督就任）
- 金田正泰（阪神タイガース、1972年に村山実の指揮権の返上（現役投手に専念）[3]により監督代行就任→翌1973年に正規に監督就任）
- 土橋正幸（ヤクルトスワローズ、1984年に武上四郎・中西太の退任により監督代行就任→同年6月15日に正規に監督就任）
- 藤田平（阪神タイガース、1995年に中村勝広の退任により監督代行就任→翌1996年に正規に監督就任）
- 大石大二郎（オリックス・バファローズ、2008年にテリー・コリンズの退任により監督代行就任→同年8月2日に正規に監督就任）
- 小川淳司（東京ヤクルトスワローズ、2010年に高田繁の退任により監督代行就任→翌2011年に正規に監督就任）
- 森脇浩司（オリックス・バファローズ、2012年に岡田彰布の退任により監督代行就任→翌2013年に正規に監督就任）
- 田辺徳雄（埼玉西武ライオンズ、2014年に伊原春樹の退任により監督代行就任→翌2015年に正規に監督就任）
- 福良淳一（オリックス・バファローズ、2015年に森脇浩司の退任により監督代行就任→翌2016年に正規に監督就任）
- 森繁和（中日ドラゴンズ、2016年谷繁元信の退任により監督代行に就任→2017年に正規に監督就任）
- 平石洋介（東北楽天ゴールデンイーグルス、2018年に梨田昌孝の退任により監督代行に就任→2019年に正規に監督就任）
- 中嶋聡（オリックス・バファローズ、2020年に西村徳文の退任より監督代行に就任→2021年に正規に監督就任）

### プロ野球以外
日本の高校野球においては、PL学園高等学校の前任監督が2013年に不祥事のため退任した後、後任が決まらず野球未経験だった当時の校長正井一真を監督登録したが、実質的な指揮は控え選手が執ったという事例があった。
Jリーグでは「監督代行」としては1ないし数試合指揮を執った後、正式に監督に就任するケースもある（アントニオ・デラ・クルス、中田仁司、水沼貴史、安達亮）。
サッカー日本代表では、2010年に監督に就任したアルベルト・ザッケローニの就労ビザ発給が遅れたことから、同年9月の親善試合2試合の指揮を日本サッカー協会技術委員長の職にあった原博実が監督代行として指揮を執った。
メジャーリーグベースボールやプロサッカー、プロバスケットボール、NFLでは監督代行から正規監督にそのまま昇格する例も多い。